# Schloss Oberbürg

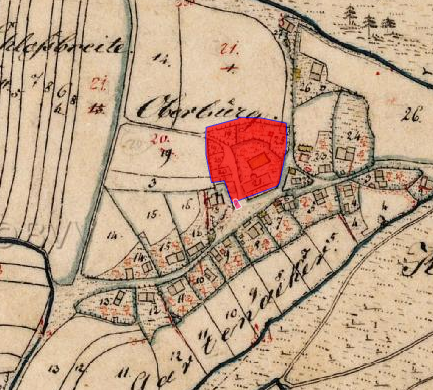
Lageplan des Schlosses Oberbürg auf dem Urkataster von Bayern

Das abgegangene Schloss Oberbürg befand sich nördlich der Ortskapelle St. Maria in Oberbürg, einem Gemeindeteil der oberpfälzischen Stadt Dietfurt an der Altmühl im Landkreis Neumarkt in der Oberpfalz von Bayern. „Untertägige Befunde des abgegangenen spätmittelalterlichen und frühneuzeitlichen Schlosses von Oberbürg“ werden als Bodendenkmal unter der Aktennummer D-3-6935-0158 geführt.